# さいたま市大宮公園サッカー場
さいたま市大宮公園サッカー場（さいたましおおみやこうえんサッカーじょう）は、埼玉県さいたま市大宮区の大宮公園内にあるサッカー専用スタジアム。施設はさいたま市が所有し、2024年3月まではさいたま市の外郭団体である財団法人さいたま市公園緑地協会が運営管理を行っていたが、同4月よりNTTグループ・オリエンタルコンサルタンツ大宮公園サッカー場マネジメント共同事業体（代表：NTTファシリティーズ）が5年契約で指定管理者となった。
さいたま市大宮区に本社を置く民放FM局のエフエムナックファイブが命名権を取得しており、2007年5月14日から「NACK5スタジアム大宮」（ナックファイブスタジアムおおみや、略称「NACK」）の呼称を用いている（詳細は後述）。

## 歴史
1960年4月9日、当時の大宮市に埼玉県営大宮公園サッカー場（さいたまけんえいおおみやこうえんサッカーじょう）として開場。日本初のサッカー専用球技場で、現存するものとしては日本最古である。
開場当初は、葦原の湿地に大量の土砂を入れた簡素なものだったため、ボールが場外へ飛び出してしまうと湿地へ取りに行ったという。転機が訪れたのは、1962年の11月に1964年東京オリンピックサッカー競技の会場の一つとして使用されることが決定したことだった。これに伴い、総工費1億9500万円（当時）を投じてスタンドを設置した。また1967年の埼玉国体のサッカー競技の会場にもなった。当初の改修目的はこの2つの大会に供することであった。
1965年、1971年に日本で開催されたアジアユースの会場の一つとして使用されている。1971年には、鉄塔式の夜間照明施設が設置された。
1970年に始まった全国中学校サッカー大会のメイン会場として、1981年の第12回大会まで使用された。

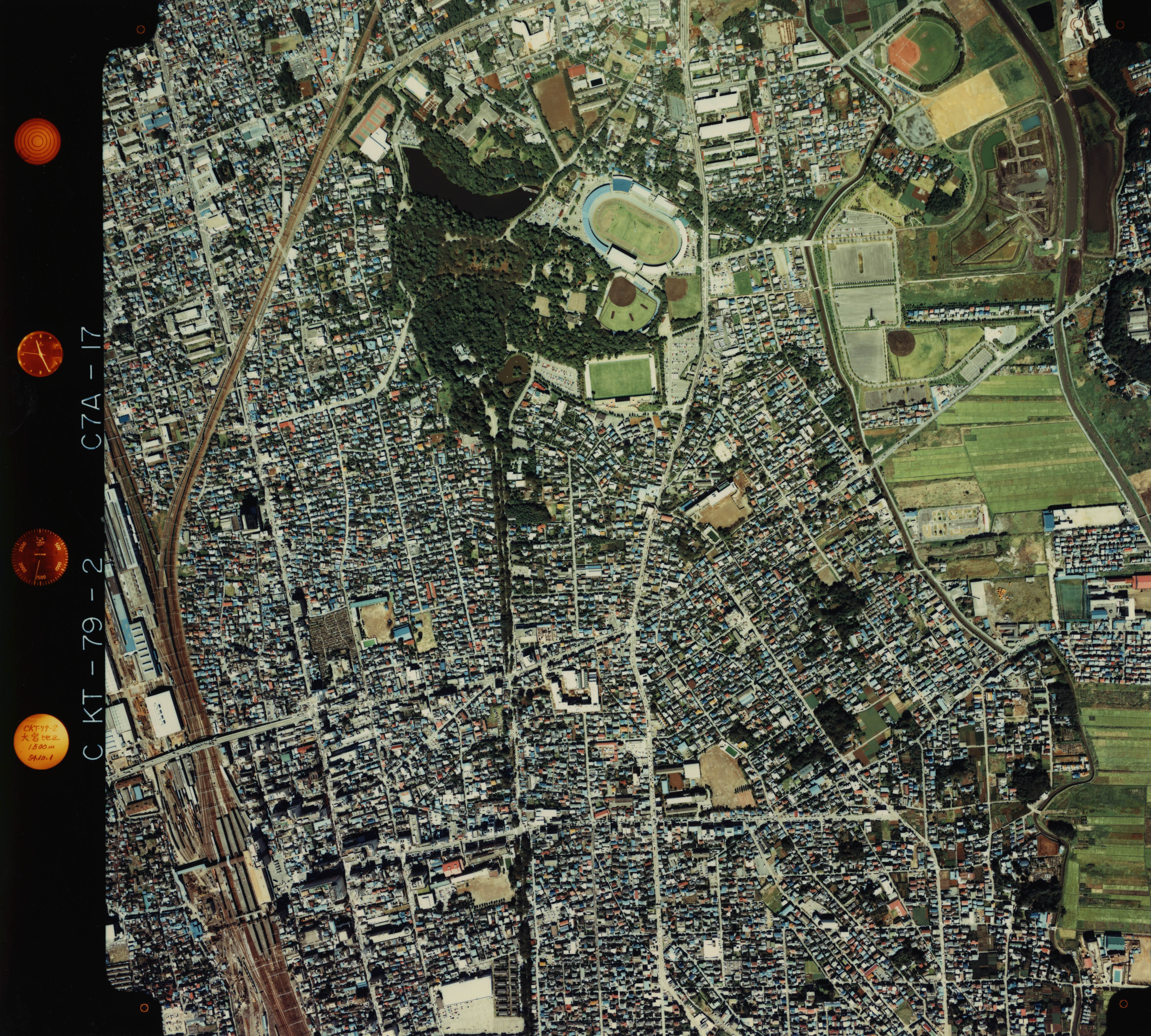
1979年頃の大宮公園。中央の森が氷川神社の森と大宮公園、その端の長方形が大宮公園サッカー場

1979年のワールドユース日本大会の会場の一つとして使用されることに伴って、アウェイ側のゴール裏のスコアボードを電光式（電球形式で、チーム名と得点掲示のみ。のちにこの躯体を生かし、2色磁気反転<黒・黄色>に改修）に改修した。ディエゴ・マラドーナ（アルゼンチン）が国際舞台にデビューを果たしたスタジアムとしても知られている。
1992年から1995年までは日本プロサッカーリーグ（Jリーグ）・浦和レッドダイヤモンズの準ホームスタジアムとして使用された（特に1992年のナビスコカップと1994年2ndステージ、1995年1stステージは、ホームスタジアムの浦和市駒場競技場（現さいたま市駒場スタジアム）が改修中だったため、浦和レッズのホームゲームの大半がここで開催された。この時は、座席増築などの改修は行わず、1995年に芝生と夜間照明の照度をJリーグ基準に合わせる改修を行った）。
1996年以降は同じくJリーグ（1996年から1998年までは旧JFL）の大宮アルディージャ（旧NTT関東サッカー部）のメインスタジアムとなっている。また、全国高校サッカー選手権大会や天皇杯全日本サッカー選手権大会の開催会場ともなっている。
2002年の2002 FIFAワールドカップでは、駒場スタジアムと共に埼玉スタジアム2002で試合を行う際の練習用グラウンドとして使用され、ブラジル代表が準決勝の前にここで練習をして、ロッカールームの壁にロナウジーニョをはじめとしたブラジル代表メンバーのサインが書き残されている。
1990年代に入ると、施設の老朽化が顕著となり、埼玉県営大宮公園野球場の新築移転予定地だった大宮第二公園南側の用地に大宮公園サッカー場の新築移転案が持ち上がったが、程なく埼玉スタジアム2002の建設へと舵を切った。なお、この用地はその後、大宮第三公園として整備された。
2000年秋、埼玉県は埼玉スタジアム2002の竣工によって同サッカー場の代替施設が確保できたとして、2004年の彩の国まごころ国体開催後に大宮公園サッカー場を撤去・解体する方針を一旦決定、大宮アルディージャは浦和と共に埼玉スタジアムを使用する方針であった。しかし、大宮地区からサッカーの競技施設がなくなる上、アルディージャが本来のホームスタジアムを失う恐れが生じたことから（大宮のクラブが浦和の施設を間借りすることに対し、サポーターの間では相当な抵抗感があった）、サポーターが大宮公園サッカー場の大宮市への移管を求めて署名活動を行った。
幸い、大宮市は改修の上で引き続き市民施設として供用する意思があったため、2001年4月1日から施設の管理権を県から大宮市に移管。同年5月1日に大宮市が浦和市、与野市と新設合併して「さいたま市」となったのに伴い、さいたま市へ自動的に引き継がれた。2003年4月1日にさいたま市が政令指定都市への移行を記念して、同サッカー場の所有権も埼玉県からさいたま市に完全移管された事に伴い、現名称に改称した。
2006年春から2007年10月まで、全面的な改修工事が施されるため使用できなかった（後述）。
2011年と2014年にJリーグベストピッチ賞を受賞。
2012年12月24日、第26回大会から天皇杯決勝の前座試合として行われてきた全日本女子サッカー選手権大会決勝を独立し、皇后杯下賜後初の大会となった第34回大会の決勝が本スタジアムで行われた。翌2013年の第35回大会も決勝が行われた。2019年の第41回大会は6年ぶりに本スタジアムで決勝が開催された。
2019年にはJリーグに所属するFC東京が、本拠地の味の素スタジアムのラグビーワールドカップ日本大会開催に伴う改装工事の関係で平日の試合を主催できないことから、ルヴァンカップのグループリーグのホームゲーム1試合を本スタジアムで開催、その後FC東京はルヴァンカップのプライムステージ（決勝トーナメント）に進出したため、準々決勝のホームゲームも本スタジアムで開催された。

## 施設概要

### 改修後

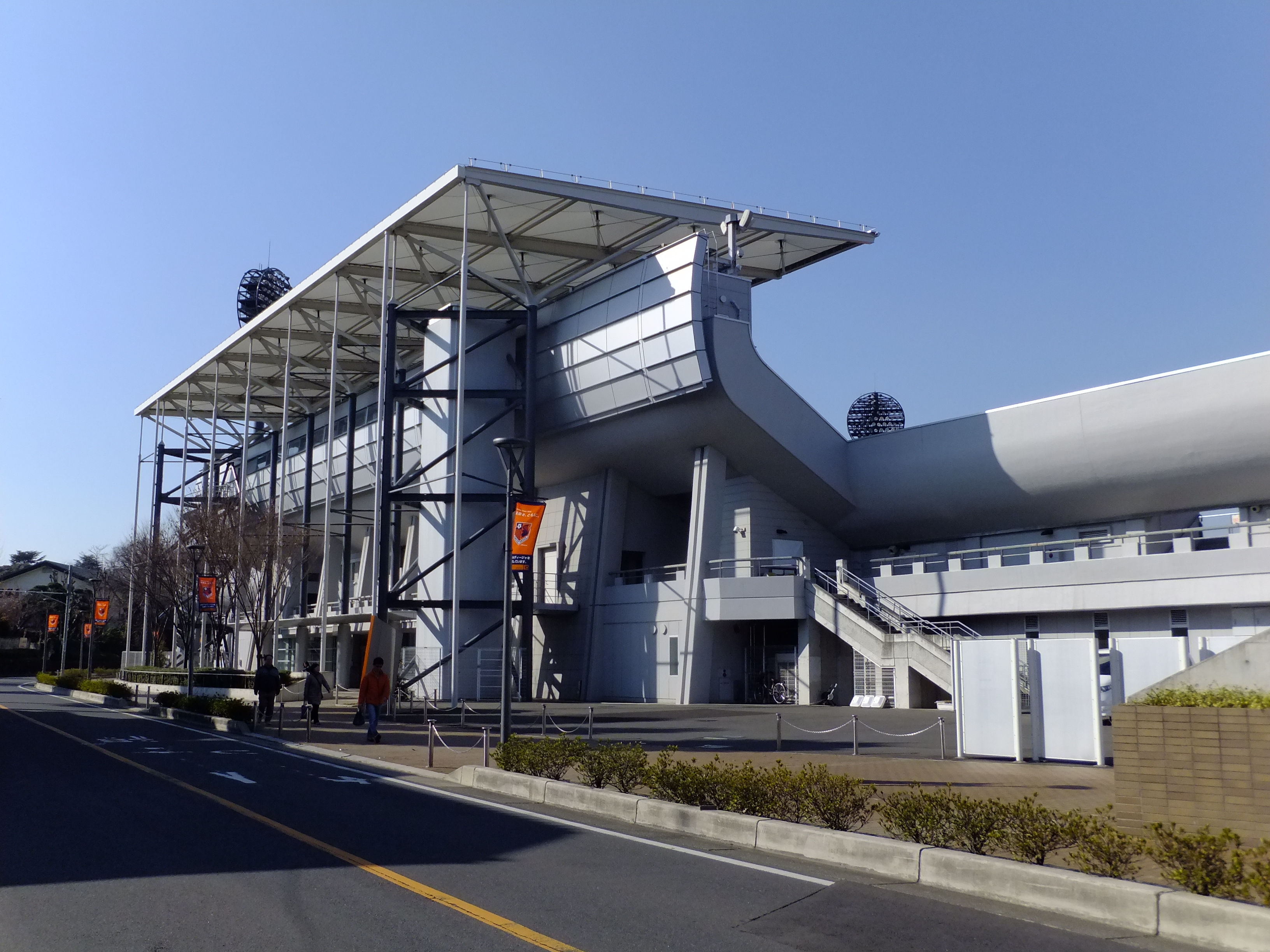
スタジアム外観（2015年2月11日）

- 収容人員は約15,500人（個席10,119席、立ち見約5,300席、車椅子席47席）で従来より約3,000人増強された。
  - ただし立ち見含めての収容人数であり、緩衝地帯を設けるため、実際には満員でも12,000人程度しか入らない。これは同じく15,000人程度の収容人数であるニッパツ三ツ沢球技場や日立柏サッカー場も同様。
  - なお、大宮アルディージャでは2013年現在、12,500人を自主設定の収容人員としている。これはゴール裏の立ち見席を消防法上のカウント数よりも減らしている（観客に快適に観戦させるため）ことと、ビューボックス席（VIP席）、車いす席、見切れ席、緩衝地帯の分を差し引いたため[6]。
  - チケットが1時間半で完売した2011年のさいたまダービーも観客数12,221人だった。
- ゴール裏の席数はホーム側個席2,508席、立ち見約3,200席、アウエー側個席2,000席、立ち見約2,100席。
- メインスタンドには屋根が架設（2002年以前は屋根があったので「復活」ともいえる。ただし、Jリーグクラブライセンス制度では屋根をキャパシティーの3分の1以上架設するようB等級基準で促しているが、現状それに足りず、Jリーグから改善が求められている）されているほか、バックスタンド全て・ゴール裏の一部にも個席が設置されている。
  - メインスタンドには「OMIYA」、バックスタンドには「NACK5」の白文字がオレンジ地バックで書かれている。なおメインの「OMIYA」は1999年のJ2開幕時から書かれていた（部分改修があった模様）が、今回の全面改修でやや字間の幅が狭まった
  - ゴール裏は二層式になっている。
- メインスタンドのダッグアウトにドーピング検査室設置。
- トイレの増強（3か所から6か所に拡大、障害者用トイレも6か所に設置）。
- ナイター照明塔も35mと従来より高めに設置（設置場所は従来と同じ各コーナー部分で、大宮の「O」の形をイメージした丸型）
- アウェーゴール裏に大型映像装置（480インチ）。
- 改修に伴い、ピッチの位置が2mずらされている（これはゴール裏スタンドの建設スペースを確保するため）。

### 参考・改修前

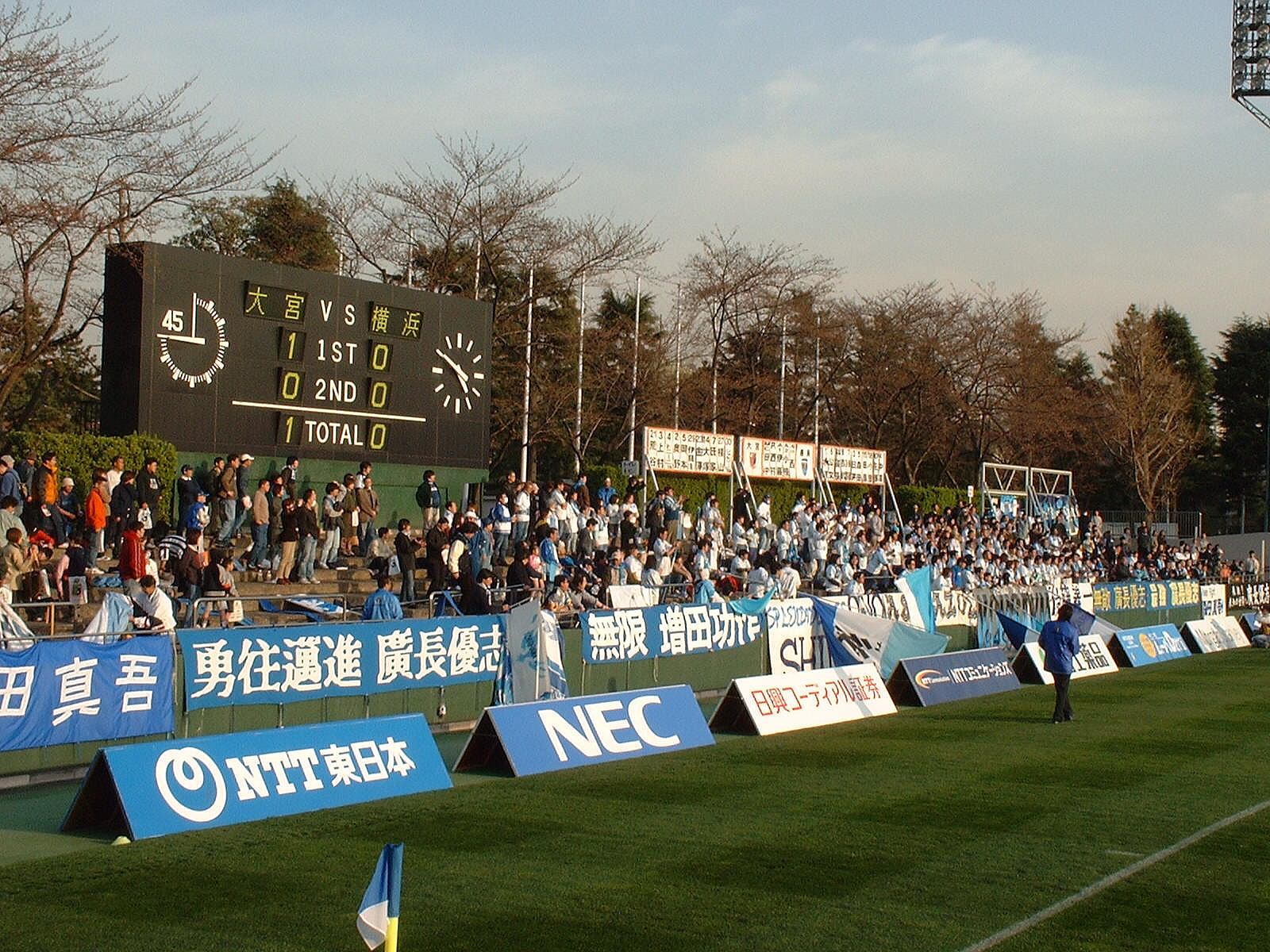
改修前の大宮公園サッカー場ゴール裏（アウェイ側　2003年撮影。当時スコアボードは磁気反転の得点表示専用だった）

- 収容人員 12,500人（メインスタンドの一部に屋根があったが、施設の老朽化のため2002年に取り外された。椅子はプラスチック製で、メインスタンドがセパレート、バックスタンドがロングシート。ゴール裏はコンクリートの立見席。）
- ナイター照明設備 鉄塔式4基
- アウェイ側のゴール裏に電光掲示板があるが、1998年に電球形式から磁気反転型に改修された。
- 上記の電光掲示板は両チームの得点しか表示できず、選手名の表示はできなかった。選手名表示は、アウェイ側ゴール裏の広告エリアを活用し、紙で表示された。選手が交代するごとに係員が梯子に登り、紙を張り替えるなど牧歌的な光景が見られた（J2在籍クラブの本拠地では旧大宮サッカー場の他、鳥栖スタジアム、鳥取市営サッカー場なども電光板に氏名表記ができなかったり、大分市営陸上競技場、北九州市立本城陸上競技場のように電光板自体がなく仮設のパネルで利用したものがあった）。
- 観客席とピッチとの距離がとても近く高低差もないため、臨場感や一体感が極めて高く、Jリーグのサッカースタジアムで数少ない、選手とサポーターが抱き合ったり、触れ合ったりすることができるスタジアムであった。
- 大宮アルディージャがJ2加盟した当時、チームのオフィシャルスポンサーの広告看板はJ1加盟時同様ゴール裏のみしか設置していなかった。（駒場、埼玉スタジアムなど他の会場でJ2の試合をした時はスポンサー看板はバックスタンドに設置していた）

### 横断幕設置場所（アルディージャ主管試合）
- ホームチーム横断幕設置個所　バックスタンド（カテゴリー1・2バック）後方、ゴール裏スタンド（カテゴリー3・5）の1階席最前列、2階席最前列・最後方
- アウェーチーム横断幕設置個所　ビジター席（カテゴリー5の隣）の1階席最前列・2階席最前列・最後方
- メインスタンドとバックスタンドの最前列は広告スペースのためホーム・アウェーともに設置不可

## アクセス
- 東武野田線 - 大宮公園駅、または北大宮駅から徒歩10分。
- 東日本旅客鉄道（JR東日本） - 大宮駅東口から徒歩20分。
- 大宮駅東口より、東武バス・国際興業バスで「氷川参道」または「裏参道」下車、徒歩15分。

その他、サッカー場すぐそばを走る産業道路に国際興業バス、東武バスウエストの2社の路線バスが走っており「大宮サッカー場前」（国際興業バス）「サッカー場前」（東武バスウエスト）停留所もあるが、本数が非常に少ない。

## 周辺施設
- 大宮公園
  - 大宮競輪場
  - 埼玉県営大宮公園野球場：バックスタンド後方と野球場のライトスタンドが接するようになっている。
- 氷川神社

## 改修
改修前は公式に発表されていた収容可能人数は概要にある通り1万2,500人であるが、実際には立見席や消防条例などの関係もあり満員でも1万人前後だった。なお、旧大宮公園サッカー場時代の観客動員記録は、2005年11月23日の大宮アルディージャ対ガンバ大阪戦の1万623人であった。加えて現在のサッカー場は1964年の東京オリンピックの開催に合わせて整備されたため、部分的な改修工事は随時実施していたが、施設の老朽化も著しかった。
また、J1のホームスタジアムとして利用する場合、芝生席を除いて1万5,000人以上収容するスタンドを設置することが義務付けられている。改修前はこの規定も満たしていなかったため、大宮アルディージャと施設を管理するさいたま市では当面の対応として以下の対策を採った。
- 2004年シーズン終了後から、さいたま市は施設の改修工事の検討を開始した。
- そして、2005年シーズンのアルディージャのホームゲーム開催はリーグ戦5試合、Jリーグカップ戦1試合、天皇杯1試合の7試合のみにとどめ、残りのホームゲームはJ1規格に適合する同じさいたま市の埼玉スタジアム2002（実質準メイン 全体試合数では埼玉スタジアムが多かった）や駒場スタジアムなどで開催した。
- 2006年度から2007年10月まで大宮公園サッカー場を完全に閉鎖して本格的な改修工事を行ったため、アルディージャの試合は駒場スタジアムを主とした前述の各スタジアムが使用された。高校選手権その他も、他会場で開催した。2007年11月開場となるが、2007年度J1での試合は2試合のみ。

施設の一部老朽化のため、2021年秋～2022年春にかけて、照明塔を従来の水銀灯から発光ダイオード（LED）へ交換した。照明塔の工事費の一部はふるさと納税による市民からの寄付金を取り入れている。また2022年夏には大型映像装置の更新工事を計画した。そして、2023年12月15日に、2024年1月上旬から2024年3月末日まで大型映像装置の更新工事を行うことになった。

### 大宮公園グランドデザインに基づくスタジアムの将来像
大宮公園は1885年に開設以来、延べ130年以上の歴史がある公園であり、この公園の歴史的な価値、また日本的風景の継承と、次の100年先を見据えた公園整備のための基本プラン「大宮公園グランドデザイン」を2018年から2019年にかけて有識者による検討委員会構築し、このサッカー場についても検討対象に入っている。
それによると、現在大宮公園内にある当サッカー場、県営大宮球場、大宮競輪場（双輪場兼陸上競技場）のある付近を「レクリエーションスポーツ広場」として、誰もが気軽に楽しめるスポーツゾーンを形成し、その東側の大宮第二・三公園や大和田公園（現在の市営大宮球場<レジデンシャルスタジアム大宮>のある付近）に、スポーツを通しての賑わいを作るための「スポーツ広場」としての整備を計画している。
そしてさらに、上記のサッカー場、県営球場、競輪場のある付近の「レクリェーションスポーツ広場」となる箇所を、「試合のある日もない日も楽しめる公園」をコンセプトとした「大宮スーパーボールパーク構想」に沿って、3つの整備案が検討されている。
1. （A案） 上記各競技施設を全面的に建て替え・改築を行う
2. （B案） 県営球場の建て替え、サッカー場の修繕、新たなスポーツ施設整備
3. （C案） サッカー場の建て替え、県営球場の修繕・大規模改修、新たなスポーツ施設整備

これらを総合的に踏まえて、公民連携による、スポーツ施設のほか、カフェ・飲食店、物販などの民間施設の導入などを検討していくとしており、当サッカー場は、土地所有者のさいたま市と、ここを本拠地とするアルディージャとも連携を取りながら、整備の方向性について検討するとしている。
なおアルディージャは2018年に市民からのパブリックコメント募集の際、「現サッカー場の取り壊しがあるのか？」「第2公園に多機能スタジアムを建設する構想」「時代のニーズに合ったスポーツ施設の建設」との表現に関してといった問い合わせが寄せられたため「クラブの将来を考えるとJリーグクラブライセンス制度に基づいた客席の屋根の敷設基準や、収容人数（現在は実数で約13000人程度で運用）などの問題もあり、クラブの成長のために、大規模な改修や新設が将来必要として、サポーターや地域に理解を示してもらうように協力してきたが、今後も『試合のある日もない日も楽しめる公園』のコンセプトに沿った、多くの市民が利用できる施設や地域の課題解決につながるスタジアムを現在地付近に建設できるように強く願っておりますし、今後も建設に向けた活動を継続してまいります」と回答している。
また、2020年に埼玉県が募集した大宮第二・三公園の指定管理者に、当スタジアムを本拠とするアルディージャの運営会社「NTTスポーツコミュニティ株式会社」が構成員となっている「大宮第二公園及び第三公園マネジメントネットワーク」が認定されている。

## 観客動員記録
大宮公園のキャパシティについての参考として、以下に観客動員記録を挙げる。
ただし、大宮アルディージャ主催試合については、2007年11月11日以降、全てのホームゲームにおいてゲート通過入場者数の数値に相当数の上乗せを行って公式入場者数としていたことが後に判明（08年のべ25,809人、09年同48,610人、10年同32,628人）、2007年以前については記録紛失を主張しているため、現状では正確な数値とは言えないものである点に留意する必要がある。

### 大宮アルディージャホームゲーム
| 動員数   | 訂正前   | 日付            | カテゴリー | 対戦相手 | 備考 |
| -------- | -------- | --------------- | ---------- | -------- | --- |
| 13,880人 | －       | 2016年05月08日  | J1リーグ   | 浦和     | J1ホーム最多動員記録。2年ぶりのさいたまダービー、大宮5位・浦和首位と共に好調同士、ゴールデンウィーク最終日という好条件が重なり記録更新。0-1で敗戦。 |
| 13,452人 | －       | 2016年03月020日 | J1リーグ   | 広島     | 前年度J1とJ2王者同士の対戦となったが、後者の大宮が1-5で敗戦。                                                                                       |
| 13,418人 | －       | 2025年02月015日 | J2リーグ   | 山形     | J2ホーム最多動員記録。シーズン開幕戦、ユルゲン・クロップやマリオ・ゴメスが来場。2-1で勝利し、レッドブル体制の初陣を白星で飾った。                   |
| 13,365人 | －       | 2013年05月06日  | J1リーグ   | 広島     | 2-1で勝利し、J1連続無敗記録を21に更新した。 |
| 11,752人 | 14,752人 | 2007年11月11日  | J1リーグ   | 大分     | 改修後初の公式戦。1-2で敗戦。 |
| 12,505人 | 14,380人 | 2008年03月09日  | J1リーグ   | 新潟     | シーズン開幕戦。2-0で勝利。 |
| 12,175人 | 14,001人 | 2008年10月25日  | J1リーグ   | 千葉     | 残留争い直接対決。2-1で勝利。 |
| 12,104人 | 13,788人 | 2008年05月03日  | J1リーグ   | FC東京   | 4連休初日。0-3で敗戦。 |
| 11,268人 | 12,958人 | 2007年12月01日  | J1リーグ   | 川崎     | シーズン最終節。1-1で引き分け。 |

以下はJ1基準への改修工事を行う前の記録
| 動員数   | 日付           | カテゴリー | 対戦相手 | 備考                                                              |
| -------- | -------------- | ---------- | -------- | ----------------------------------------------------------------- |
| 10,623人 | 2005年11月23日 | J1リーグ   | G大阪    | 改修前最多観客動員。優勝争い中のG大阪サポーターが多数駆けつけた。 |
| 10,546人 | 2004年11月20日 | J2リーグ   | 水戸     | 大宮のJ1昇格が決定した試合。                                      |
| 9,499人  | 2000年11月16日 | J2リーグ   | 浦和     | さいたま市合併（2001年）前の埼玉ダービー。                        |
| 9,091人  | 2004年04月17日 | J2リーグ   | 仙台     | 仙台サポーターが大挙して来場、アウェイ側を埋めた。                |

### 浦和レッズホームゲーム
浦和レッズは、1995年頃から、他クラブが観客動員を減らしていくのとは対照的に観客動員が大幅に増大していった。
| 動員数   | 日付           | カテゴリー | 対戦相手 | 備考                                         |
| -------- | -------------- | ---------- | -------- | -------------------------------------------- |
| 10,354人 | 1995年07月22日 | Jリーグ    | 横浜F    | 浦和の大宮公園での最終戦。                   |
| 10,019人 | 1995年07月15日 | Jリーグ    | 鹿島     | 同スタジアムのJリーグ公式戦、初の1万人越え。 |

## 命名権

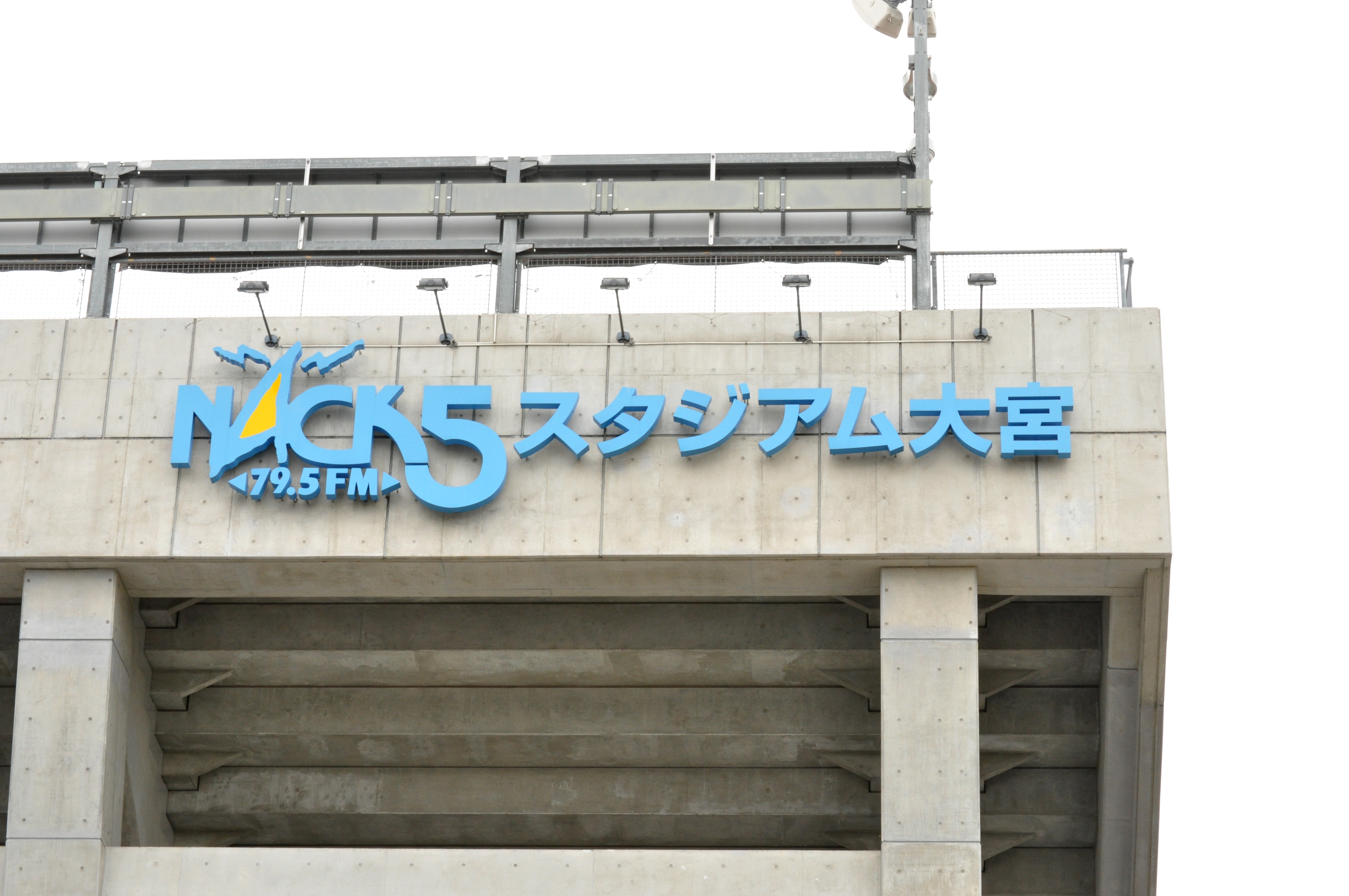
NACK5のロゴ

さいたま市は今回の全面建て替え改修を行うにあたり、大宮という地名をスタジアム名称に入れることや売却額5千万以上を条件とし、命名権を募集した。
その結果、4社から応募があり、2007年5月14日に地元埼玉県のFM局であるエフエムナックファイブ（FM NACK5）に決定した。契約期間は2008年度から2013年度の6年間、売却金額は1億8000万円（1年当たり3000万円）で、命名権による名称はナックファイブスタジアム大宮（通称：NACK5スタジアム大宮。なお新聞やプログラムなどでは「NACK」と略される）となる。
なお、NACK5では大宮アルディージャの応援番組を毎週放送、また年数試合大宮ホームゲームを中継しているが、こけら落としとなった同年11月11日の大分トリニータとのJ1第31節（1-2で大分に敗れる）では8時-18:10まで試合中継を含め、10時間にわたる記念特別番組を行った。
その後、2012年3月にさいたま市は同年度からの命名権契約料をこれまでの年3000万円から2000万円に引き下げるとともに、命名権の契約期間を2015年度まで2年間延長（合計8年間）することになった。これはNACK5側からの申し入れを受けて協議したもので、さいたま市も「震災などもあり、厳しい経済事情や命名権の販売を巡る厳しい環境を考えて契約金を減額した」としている。さらに契約切れ直後の2016年3月3日、2月29日にさかのぼって2021年2月28日までの新たな5年契約を更新した。この時の契約額は合計9000万円（年1800万円）。
また2013年からスタジアムそのものの命名権とは別で、ホームゴール裏のコーナーシートをアルディージャ主催試合に限りセブン-イレブン・ジャパンと命名権スポンサーを結び、メインスタンド側は「セブン-イレブン テーブルシート」、バックスタンド側は「セブン-イレブン カウンターシート」とそれぞれ命名されている。1試合当たり「テーブルシート」は1組4名×2セット、カウンターシートは1組2名×6セットの限定で、基本的にセブン-イレブンの全国店頭のマルチコピー機（プレイガイド機能付き）のみでの発売となっている。
なお、命名権採用後は、基本的に上記の名称を使うことになっているが、クリーンスタジアム規定が適用される国際サッカー連盟及びアジアサッカー連盟主催の国際試合・大会（AFCチャンピオンズリーグなど）では、例外として正式名称を使用する。

## エピソード

### 桜の木
改修前の大宮公園サッカー場のホームゴール裏スタンド裏側には、11本の桜の樹木、またバックスタンド席中にも1本の桜が植えられていた。このため春季は満開の桜が開花してサッカーファンを和ませてくれていた。改修に当ってそれが撤去され別の場所に移植されたが、スペースの都合上全部を移設するわけには行かなかった。そこで残った桜の木は2007年の改修完成を記念して、11月11日の大分トリニータとのこけら落とし戦と12月1日の川崎フロンターレ戦で、改修前最後の2005年11月23日ガンバ大阪戦を観戦したファンに配られた「改修前観戦証明書」を持参し、なおかつ上述2試合のチケットをそれぞれ購入・持参したファンに対する記念品として「移植できなかった大宮公園の桜の木で作成したオリジナルストラップ」を製作しプレゼントした。

### フィクションでの設定
高橋陽一原作の漫画『キャプテン翼』でも当スタジアムが全国中学生サッカー大会のメイン会場（前述のように実際の大会でも1971年から1981年までの間当所を主会場とした）として実名で描かれており、決勝戦などが開催されている。作中での観客数は3万人となっているが、先述の通り当時も現在も収容人数は1万数千人のため、誇張されている。なお、サブ会場としてスタンドなどが描かれているのはさいたま市駒場スタジアムと大宮公園陸上競技場兼双輪場（大宮競輪場）で、こちらも実名。
また、2007年の改修が完成したことを受け、高橋のメッセージがさいたま市に寄せられ、さいたま市の市報に掲載された。　

### トラブル・その他
- 第66回全国高等学校サッカー選手権大会準々決勝（1988年1月6日開催）の帝京高等学校（東京都）対東海大学第一高等学校（静岡県）戦の試合は[20]、当時積雪のために除雪作業を行ったうえ、スタンドが定員オーバーの超満員となり、ゴール裏のピッチにも観客を入れて試合が行われた。試合は0-0の同点からのPK戦の末、3-2で東海大一が勝利している。
- 1994年10月26日のJリーグ2ndステージ、 浦和レッズ対名古屋グランパスエイトの試合（1-1からのPK合戦4-3で浦和の勝利）、当時電球形式だった電光スコアボードが故障し、スコアが表示できないトラブルが起きた。そこで間に合わせとして、本来のスコア表示部分に紙に手書きしたスコアとチーム名を表記してしのいだ。
- 1999年7月3日のJ2リーグ戦、大宮アルディージャ対モンテディオ山形の試合後半途中、4基の照明灯が突然全て消えて真っ暗になり（この日は18時開始のナイトゲーム）、数十分間試合が中断した。
- 2008年6月27日、プロ野球公式戦埼玉西武ライオンズ対千葉ロッテマリーンズが隣接する埼玉県営大宮公園野球場で開催され、この試合で西武のクレイグ・ブラゼルが放った打球が場外ホームランとなって当サッカー場のピッチに到達した[21]。
- 2008年7月27日の大宮アルディージャ対清水エスパルス戦は、試合開始前にスタジアムに激しい雷雨が襲来し、主催者側は選手並びに観客の安全確保上の問題から全観客をコンコースなどに避難させた上、キックオフを1時間30分見合わせ、19時30分に試合が開始された。なお、試合は0-0で引き分けた。ちなみに当日、テレ玉が生中継（18時～20時）を行っていたが、上記の状況により、中継開始～試合開始までの間、雷雨が轟く中、選手、観客のいないピッチ、スタンドが映されたまま、実況と解説がJリーグ、チーム状況、トークなどで場を繋いだ。また、1時間半遅れた影響により、試合途中の20時をもって中継も終了したが、後日（7月30日）、19時～21時に試合部分が中継録画で放送された。
- 2008年8月16日の大宮アルディージャ対ガンバ大阪戦は、試合は2-0で大宮が勝ったがその直後に激しい雨が降り、大会本部や選手の控え室・記者会見場・駐車場などが浸水したほか、その影響で監督との記者会見が途中で打ち切りになった（なお、試合前にも激しい雨に見舞われており、試合中は小降りこそあったものの、幸いにも雨に見舞われることはなかった）。
- 2008年8月28日の大宮アルディージャ対横浜F・マリノス戦の試合前、豪雨のため入場者を避難させ、会場への入場も一時規制された。試合前には回復したため試合は予定通り行われたが、試合途中からは再び激しい雨に見舞われ、後半途中、一時、4基の照明全てで下部の電球が消え、暗くなるトラブルも発生した（全ての電球が消えた完全な消灯ではなく、下部半分が落ちた状態で、視界に問題はなかったため、試合は中断されることなく続行された）。
- 2008年9月21日の大宮アルディージャ対浦和レッズのさいたまダービーでも試合前から雨が降り、試合開始時には雨脚が強くなってきたが、試合は予定通り行われた。しかし、前半13分に激しい雷雨に見舞われ、19時10分の再開まで約1時間中断した。この時も観客を避難させ、バックスタンドの観客はピッチに降りてメイン下部へ誘導された。
- 2010年11月に行われた全国高等学校サッカー選手権大会埼玉県大会準決勝の際に、近隣住民から応援の音に対する苦情が寄せられたため、主催者が対応を協議し、鳴り物応援の禁止を通達した[22]。
- 2013年5月6日の大宮アルディージャ対サンフレッチェ広島戦の後半39分に、ヘディングシュートした大宮の富山貴光と抑えようとした広島のGK増田卓也の頭同士が激突。両者とも後頭部を強く打って動けず、富山が担架、増田が救急車で病院に搬送される事態に至った。この時、両チームのサポーターが両者を称える拍手と声援を送ったこと、またこの裏となる同7月31日のエディオンスタジアム広島で両選手があいさつし、サポーターがその回復祝いをしたことを称え、この年のJリーグの優秀サポーター賞である「チェアマン特別賞」を受賞した。